# Дешковица
Дешковица (укр. Дешковиця, венг. Deskófalva) — село в Иршавской общине Хустского района Закарпатской области Украины.
Население по переписи 2001 года составляло 690 человек. Почтовый индекс — 90115. Телефонный код — 3144. Занимает площадь 2,03 км². Код КОАТУУ — 2121981202.

## История
Первые упоминания о селе Дешкавица датируются 1373 годом. Вблизи Дешковица обнаружены курганы эпохи раннего железа (VI—IV века до н. э.).

## Известные уроженцы
- А. Дешко (1816—1874) — филолог, этнограф, в 1856 г. издал первую венгерскую грамматику на русском языке.

## Достопримечательности
- Памятник, в честь погибших войнов-односельчан (1970).
- Покровская церковь и колокольня (1839 г.)— памятник деревянной архитектуры XVIII века, образец народной школы бойковского стиля[1].